# Aleksandr Vorônin
Aleksandr Nikifórovitch Vorônin (em russo:  Александр Никифорович Воронин; 23 de maio de 1951, em Cheliabinsk, Oblast de Cheliabinsk – 26 de setembro de 1992, Miski [en], Kemerovo) foi um russo, campeão mundial e olímpico em halterofilismo pela União Soviética.
Aleksandr Vorônin ganhou medalha de ouro nos Jogos Olímpicos de 1976, com 242,5 kg no total combinado (105 no arranque 137,5 no arremesso), na categoria até 52 kg.
QUADRO DE RESULTADOS
| Ano  | Competição                            | Classe de peso | Marca (kg)           | Pos. | Ref.        |
| ---- | ------------------------------------- | -------------- | -------------------- | ---- | ----------- |
| 1975 | Campeonato Europeu em Moscou          | –52 kg         | 232,5 kg (100+132,5) | 2    | [ 2 ]       |
| 1975 | Campeonato Mundial em Moscou *        | –52 kg         | 232,5 (100+132,5)    | 2    | [ 3 ] [ 4 ] |
| 1976 | Campeonato Europeu em Berlim Oriental | –52 kg         | 240 (107,5+132,5)    | 1    | [ 2 ]       |
| 1976 | Jogos Olímpicos em Montreal           | –52 kg         | 242,5 (105+137,5)    | 1    | [ 3 ]       |
| 1976 | Campeonato Mundial em Montreal        | –52 kg         | 242,5 (105+137,5)    | 1    | [ 3 ] [ 4 ] |
| 1977 | Campeonato Europeu em Stuttgart       | –52 kg         | 247,5 (107,5+140)    | 1    | [ 2 ]       |
| 1977 | Campeonato Mundial em Stuttgart       | –52 kg         | 247,5 (107,5+140)    | 1    | [ 3 ] [ 4 ] |
| 1979 | Campeonato Europeu em Varna           | –52 kg         | 245 (110+135)        | 1    | [ 2 ]       |
| 1979 | Campeonato Mundial em Salônica        | –52 kg         | 242,5 (110+132,5)    | 3    | [ 3 ] [ 4 ] |
| 1980 | Campeonato Europeu em Belgrado        | –52 kg         | 240 (107,5+132,5)    | 1    | [ 2 ]       |

Os Campeonatos Europeus e os Mundiais de 1975 e de 1977 foram organizados conjuntamente.
O Campeonato Mundial de Halterofilismo de 1976 foi organizado em conjunto com os Jogos Olímpicos.